# Alexander Boarman

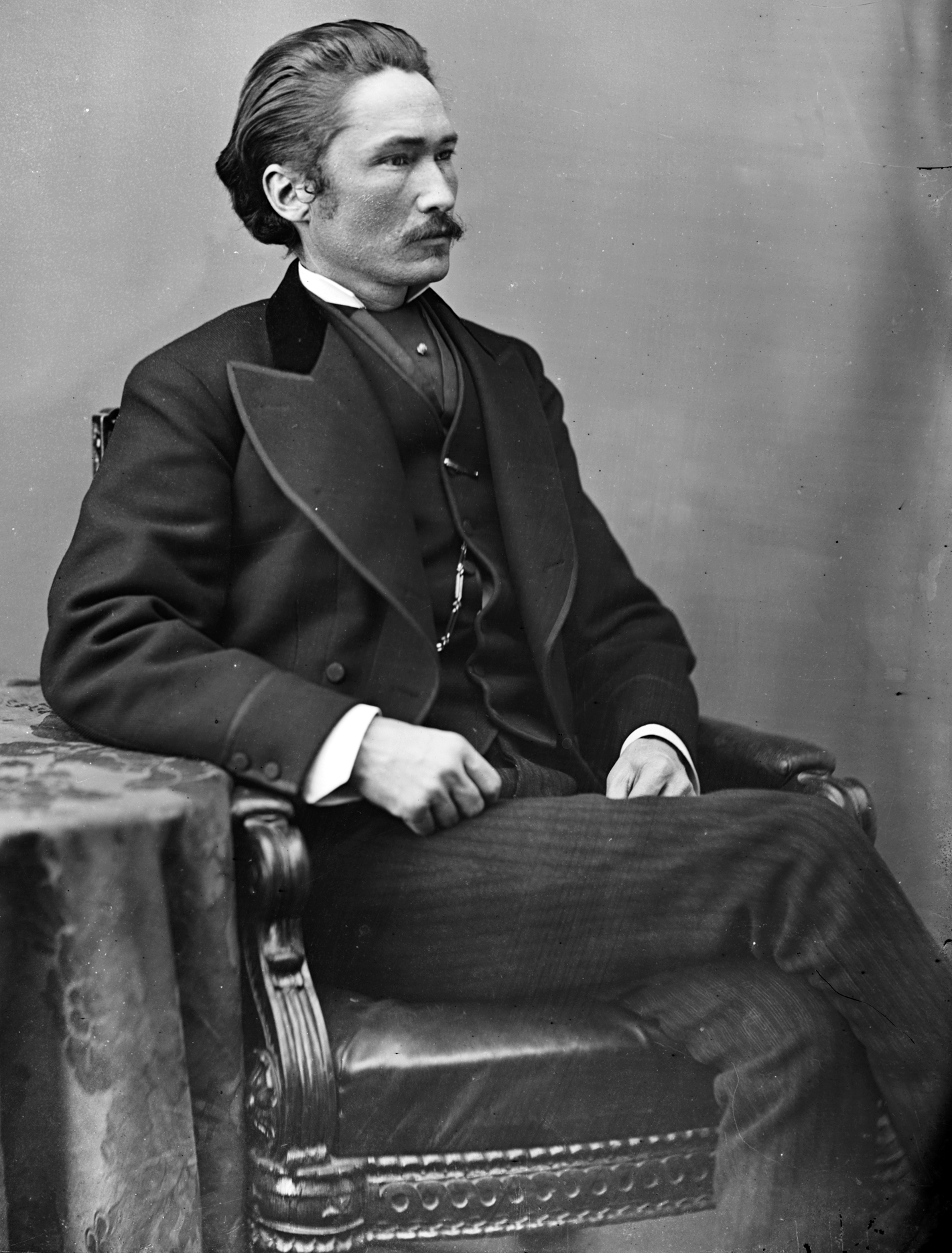
Alexander Boarman

Alexander „Aleck“ Boarman (* 10. Dezember 1839 in Yazoo City, Mississippi; † 30. August 1916 in Loon Lake, New York) war ein US-amerikanischer Jurist und Politiker. Zwischen 1872 und 1873 vertrat er den Bundesstaat Louisiana im US-Repräsentantenhaus; anschließend wurde er Bundesrichter am Bundesberufungsgericht für den westlichen Distrikt von Louisiana.

## Werdegang
Nach dem frühen Tod seiner Eltern wurde Alexander Boarman von Verwandten in Shreveport erzogen. Dort besuchte er auch die öffentlichen Schulen. Anschließend war er am Kentucky Military Institute in Frankfort eingeschrieben, ehe er bis 1860 an der University of Kentucky in Lexington studierte. Während des Bürgerkrieges war er Offizier im Heer der Konföderierten Staaten. Dabei erreichte er bis zum Ende des Krieges im Jahr 1865 den Rang eines Hauptmanns.
Nach einem anschließenden Jurastudium und seiner 1866 erfolgten Zulassung als Rechtsanwalt begann er in Shreveport in diesem Beruf zu arbeiten. Gleichzeitig begann er als Mitglied der kurzlebigen Liberal Republican Party eine politische Laufbahn. In den Jahren 1866 und 1867 amtierte er als Bürgermeister von Shreveport; von 1868 bis 1872 war er juristischer Vertreter dieser Stadt. Im Jahr 1872 kandidierte Boarman erfolglos für das Amt des Secretary of State von Louisiana.
Nach dem Tod des Abgeordneten James McCleery wurde Boarman bei der fälligen Nachwahl für den vierten Sitz von Louisiana als dessen Nachfolger in das US-Repräsentantenhaus in Washington, D.C. gewählt, wo er am 3. Dezember 1872 sein neues Mandat antrat. Da er im Jahr 1872 von seiner Partei nicht zur Wiederwahl nominiert wurde, konnte er bis zum 3. März 1873 nur die angebrochene Legislaturperiode seines Vorgängers im Kongress beenden. Nach seinem Ausscheiden aus dem Repräsentantenhaus arbeitete Boarman zunächst wieder als Anwalt in Shreveport. Zwischen 1877 und 1880 war er Richter im zehnten Gerichtsbezirk von Louisiana. Von 1881 bis zu seinem Tod fungierte er als Richter am United States District Court for the Western District of Louisiana. Alexander Boarman starb am 30. August 1916 während eines Besuchs in Loon Lake (New York). Er wurde in Shreveport beigesetzt. Sein Nachfolger als Bundesrichter wurde George W. Jack.